# Mikhail Bulgakov
Mikhail Afanasjevitj Bulgakov (russisk: Михаи́л Афана́сьевич Булга́ков, tr. Mikhaíl Afanásjevitj Bulgákov; født 15. maj 1891 i Kyiv, Det Russiske Kejserrige, død 10. marts 1940 i Moskva, Sovjetunionen) var en russisk forfatter. Bulgakov var ældste søn af en teologiprofessor. Han uddannede sig til læge, men arbejdede størstedelen af sit liv som forfatter i Moskva. Mens han levede, var han mest kendt som dramatiker, men i eftertiden huskes han mest for romanen Mesteren og Margarita. En stor del af Bulgakovs forfatterskab indeholder fantastiske og groteske motiver, der latterliggør det sovjetiske systems økonomiske, politiske og idémæssige udvikling i den tidlige periode.

## Forfatterskab
Fra revolutionen og frem til midten af 1920'erne skrev han en lang række, ofte humoristiske, fortællinger og føljetoner for forskellige aviser og blade, særligt for jernbanearbejdernes blad Gudok. Nogle af fortællingerne er næsten lige så lange som romaner, og kan henregnes til den genre, som på russisk kaldes povest. I 1925 blev et udvalg af hans fortællinger udgivet i tidsskriftet Nedra under titlen Diaboliade. Heriblandt den kendte satiriske science fiction-fortælling Fatale æg, som er udgivet på dansk.
I Diabolade fyres kontormanden Korotkov fra sin stilling for en ubetydelig fejl, og giver sig i kast med at finde frem til sin nyudnævnte overordnede, der står ansvarlig for opsigelsen. Korotkovs vej gennem labyrinten af sovjetisk bureaukrati fremstår som et surrealistisk mareridt. Denne tidlige satire minder om Gogol og Dostojevskij, blev udgivet i 1924 og vakte regimetro kritikeres mishag. Da Bulgakov så samme år tillige leverede manuskriptet til den satiriske fortælling Hundehjertet, slog censuren til. Fortællingen blev ikke udgivet før i 1987, under glasnost. Dermed blev Diaboliade den eneste bog, Bulgakov fik udgivet i sin levetid.
I stedet blev han tilbudt stillingen som direktør ved Moskva kunstnerteater.[kilde mangler] De næste år arbejdede han som dramatiker og regissør; mest kendt er hans dramatisering af Gogols roman Døde sjæle.

## Mesteren og Margarita
De sidste ti år af sit liv skrev Bulgakov på den roman, som af mange betragtes som hans hovedværk, Mesteren og Margerita, der med sit Faust-motiv regnes som et vigtig værk i det 20. århundredes litteratur. Undervejs blev romanen mere og mere kompliceret, som to separate værker. Frem til sin død forsøgte Bulgakov at sammenflette romanerne til én. Hans kone afsluttede romanen mellem 1940 og 1941, men efter råd fra en ven af forfatteren ventede hun med at udgive den. Først 25 år senere trykkede den konservative avis Moskva romanen mellem 1966 og 1967.  I Mesteren og Margarita driver djævelen lejlighedsvis sit spil fra en adresse i Moskva, Bolsjaja Sadovaja ulitsa 302b, som står der endnu: "I den trefold forbandede lejlighed nr 50 befandt der sig utvivlsomt nogen...nu og da blev der åbnet et vindue." Ud af vinduet strømmer til tider grammofonmusik, og en sort kat kan finde på at sole sig i vinduet. Den afslører sig dog som en dæmon, der skyder med pistol. Katten udfordrer folk til duel; flygter ved at sejle over taget i lysekronen; og til sidst tømmer den benzin over gulvet, som antænder sig selv, så det hele går op i flammer. Bulgakovhusets nuværende sorte kat - seks kilo tung og med "et barskt gemyt" - blev i 2018 bortført, men hurtigt fundet og bragt tilbage.
Den korridornaja (en type fælles lejlighed) hvor Bulgakov var bosat i årene 1921-24 med sin anden kone, Ljubov Jevgenjeva Beloserskaja, tjente som inspiration for romanen. Nabokonen Anna Gorjatsjeva boede med sin søn i et værelse i samme korridornaja, og forstyrrede ustandseligt Bulgakov med råben og huseren. Anna er model for bogens Annusjka, som spilder den solsikkeolie, der koster Berlioz livet i romanen. Oprindeligt bestod bygningen af herskabslejligheder, rejst i årene 1902-05 for millionæren Ilja Davidovitj Pigit (1851-1915), ejer af tobakvirksomheden Ducat. Bygningen er i russisk jugendstil på et tidspunkt, da Moskva sprang ud i blomst med nye avenuer, kantet med træer. Bolsjaja Sadovaja ulitsa (= Store have gade, Storhavegaden) var en af disse avenuer, og udgjorde med sine træer en del af "den grønne ring" omkring byens midte. I juni 1917, lige inden oktoberrevolutionen, solgte Ilja Pigit bygningen til et privat ejendomsselskab. Efter revolutionen beslaglagde det nye sovjet-regime huset for at omdanne det til en af de første bygninger i Moskva, hvor man delte lejlighed. I 1938 tabte bygningen meget i charme, da gaden blev udvidet helt ind til husvæggen.
En af husets største modstandere er den selvudnævnte "bevarer af russisk kulturarv", Aleksandr Morosov, der betragtede Bulgakovs arbejder som sataniske. Han var bosat i bygningen, og gik 22. december 2006 amok i museet, hvor han smed computere og signerede tegninger ud af vinduet. Hærværket beløb sig til omkring $ 100.000. Bulgakovhuset genåbnede dog allerede tidligt i januar 2007.